# Gutasaga
Die Gutasaga ist eine vermutlich aus dem 13. Jahrhundert stammende Aufzeichnung über die frühzeitliche Entwicklung Gotlands.
Überliefert ist die Sage durch eine altertümliche altgutnische Handschrift aus dem 14. Jahrhundert sowie eine deutsche aus dem 15. Jahrhundert. Die Gutasaga berichtet, wohl nicht in allen Punkten der Wahrheit entsprechend, von der Entstehung und der ersten Besiedlung Gotlands mit dem ersten mythologischen Bewohner Tjelvar und der Auswanderung von der Insel nach Osten und Südosten. Die Auswanderer sollen bis in das Oströmische Kaiserreich vorgedrungen sein, was mit der Geschichte der Goten harmoniert.
Weiter wird von der Verkündung des Christentums durch Olav den Heiligen auf Gotland berichtet (was historisch nicht belegbar erscheint), von den ersten Kirchenbauten sowie von der Aushandelung eines Schutzvertrages mit dem König der Svear und dem Bischof von Linköping.
Die Gutasaga ist ein wichtiges Dokument zur Erschließung der altgutnischen Sprache.